# Піну
Піну (рум. Pinu) — село у повіті Бузеу в Румунії. Входить до складу комуни Бреєшть.
Село розташоване на відстані 113 км на північ від Бухареста, 39 км на північний захід від Бузеу, 119 км на захід від Галаца, 73 км на схід від Брашова.

## Населення
За даними перепису населення 2002 року у селі проживали 315 осіб, усі — румуни. Усі жителі села рідною мовою назвали румунську.